# Alhassane Keita
Alhassane Keita Otchico (nacido el 26 de junio de 1983 en Conakri) es un futbolista guineano que juega en el Jacksonville Armada Football Club de Estados Unidos.
Formó parte de la selección guineana en la Copa Africana de Naciones 2004, que terminó segunda en su grupo durante la primera ronda de la competición, antes de perder en cuartos de final contra Malí.

## Clubes
| Club                | País                   | Año         |
| ------------------- | ---------------------- | ----------- |
| OC Khouribga        | Marruecos              | 2000 - 2001 |
| FC Zürich           | Suiza                  | 2001 - 2006 |
| Al-Ittihad          | Arabia Saudí           | 2006 - 2008 |
| RCD Mallorca        | España                 | 2008 - 2010 |
| Real Valladolid     | España                 | 2010 - 2011 |
| Al-Shabab           | Arabia Saudí           | 2011        |
| Emirates Club       | Emiratos Árabes Unidos | 2011 - 2012 |
| Dubai Club          | Emiratos Árabes Unidos | 2012 - 2013 |
| St. Gallen          | Suiza                  | 2013 - 2014 |
| Jacksonville Armada | Estados Unidos         | 2015 -      |